# Белфонт (Делавэр)
Белфонт (англ. Bellefonte) — город в округе Нью-Касл в штате Делавэр США. По данным переписи 2020 года, численность населения составляла 1225 человек.

## Население
| 2010 | 2020  |
| ---- | ----- |
| 1193 | ↗1225 |